# Афонов, Василий Ильич
Василий Ильич Афонов (11.02. (29.01) 1910, Таганрог — 06.07.1943, Таганрог) — участник антифашистского подполья в Таганроге, командир партизанского отряда.

## Биография
Учился в школе № 15, после окончания работал на металлургическом заводе.
В 1941 был утвержден начальником штаба и заместителем командира формировавшегося в Матвеево-Курганском районе партизанского отряда. В 1942 по приезде в Таганрог был избран командиром антифашистского подполья в Таганроге.
В мае 1943 арестован полевой полицией. После допросов и пыток расстрелян в Петрушиной балке. Награждён орденом Ленина (посмертно).